# Wyspa wulkaniczna
Wyspa wulkaniczna – wyspa, która powstała przez wynurzenie się wzniesienia wulkanicznego ponad powierzchnię morza. Wyspy takie występują zwłaszcza w łukach wyspowych za strefą subdukcji lub w miejscach, gdzie pod skorupą ziemską znajdują się plamy gorąca. Są to wystające ponad powierzchnię wody fragmenty podwodnych wulkanów, np. Hawaje.